# Bầu cử tổng thống Hoa Kỳ 2012
Cuộc bầu cử tổng thống Hoa Kỳ năm 2012 diễn ra vào thứ ba, ngày 6 tháng 11 năm 2012, là cuộc bầu cử tổng thống thứ 57 liên tục bốn năm một lần trong lịch sử Hoa Kỳ. Cuộc bầu cử này bầu chọn một tổng thống và phó tổng thống. Người dân đã bầu chọn các đại cử tri, và dựa trên kết quả tại khu vực mà họ đại diện, những đại cử tri này đã chính thức bầu chọn tổng thống và phó tổng thống mới vào ngày 17 tháng 12 năm 2012.
Cuộc bầu cử diễn ra cùng ngày với các cuộc bầu cử quốc hội (33 ghế thượng viện và tất cả 435 ghế hạ viện) và địa phương (12 chức vụ thống đốc và vô số cuộc trưng cầu dân ý) trong cuộc tổng tuyển cử Hoa Kỳ, 2012.
Tổng thống đương nhiệm Barack Obama từ Illinois, người đang tái tranh cử cho nhiệm kỳ thứ hai và cuối cùng của mình, đã được tái đề cử làm ứng cử viên đại diện cho đảng Dân chủ. Cựu thống đốc Mitt Romney từ Massachusetts, đã được đề cử làm ứng cử viên đại diện cho đảng Cộng hòa.
Kết quả cho thấy ông Obama đã giành đủ phiếu đại cử tri đoàn là 332, để đánh bại đối thủ của mình là ông Romney. Vì thế, ông Obama đã được tái đắc cử tổng thống cho nhiệm kỳ thứ hai và ông đã được tái nhậm chức vào ngày 20 tháng 1 năm 2013.
Hai ứng cử viên khác cũng hiện diện trên đủ lá phiếu để có cơ hội giành đa số phiếu đại cử tri đoàn để thắng cử trên lý thuyết: cựu Thống đốc tiểu bang New Mexico Gary Johnson, ứng cử viên của Đảng Tự do; và Jill Stein, ứng cử viên của Đảng Xanh. Virgil Goode, ứng cử viên Đảng Lập hiến, và Rocky Anderson, ứng cử viên Đảng Công lý hiện diện trên đủ lá phiếu nếu tính luôn các phiếu cho phép tự điền tên.

## Thay đổi của Đại cử tri đoàn
Đại cử tri đoàn cho các cuộc bầu cử tổng thống từ năm 2012 đến 2020 đã được thay đổi tỷ lệ phiếu bầu theo kết quả cuộc Điều tra dân số năm 2010. Số phiếu này căn cứ vào tỷ lệ dân số của từng tiểu bang. Những thay đổi đã được liệt kê như sau:
| Các tiểu bang bầu cho Đảng Dân chủ trong năm 2000, 2004, và 2008 - Illinois −1 - Massachusetts −1 - Michigan −1 - New Jersey −1 - New York −2 - Pennsylvania −1 - Washington +1 | Các tiểu bang bầu cho Đảng Cộng hòa trong năm 2000, 2004, và 2008 - Arizona +1 - Georgia +1 - Louisiana −1 - Missouri −1 - South Carolina +1 - Texas +4 - Utah +1 | Các tiểu bang khác - Florida (Dân chủ năm 2008, Cộng hòa năm 2000 và 2004) +2 - Iowa (Dân chủ năm 2000 và 2008, Cộng hòa năm 2004) −1 - Nevada (Dân chủ năm 2008, Cộng hòa năm 2000 và 2004) +1 - Ohio (Dân chủ năm 2008, Cộng hòa năm 2000 và 2004) −2 |

|  |  |

8 tiểu bang (Arizona, Florida, Georgia, Nevada, South Carolina, Texas, Utah và Washington) đã thêm phiếu, trong khi 10 tiểu bang (Illinois, Iowa, Louisiana, Massachusetts, Michigan, Missouri, New Jersey, New York, Ohio và Pennsylvania) mất phiếu.

## Tiến trình đề cử

### Đảng Dân chủ
Tổng thống đương nhiệm Barack Obama không có đối thủ mạnh trong các cuộc bầu cử sơ bộ cho nên kết quả cuộc đua để lựa chọn một ứng cử viên cho Đảng Dân chủ đã có thể dự đoán trước. Ngày 3 tháng 4 năm 2012, Obama đã giành đủ số đại biểu để trở thành ứng cử viên của đảng. Joe Biden, phó tổng thống đương nhiệm, được đề cử làm ứng cử viên phó tổng thống.

### Đảng Cộng hòa
Quá trình chọn một ứng cử viên cho Đảng Cộng hòa gồm có những cuộc bầu cử sơ bộ và caucus tại 50 tiểu bang cùng với Guam, Puerto Rico, Washington, D.C., Quần đảo Virgin thuộc Mỹ, Samoa thuộc Mỹ, và Quần đảo Bắc Marinara. Những cuộc caucus phân phối số đại biểu cho tiểu bang tại đại hội đảng toàn quốc, trong khi việc bầu chọn các đại biểu được diễn ra sau đó. Mỗi tiểu bang có một cách chọn đại biểu riêng. Mitt Romney, cựu Thống đốc tiểu bang Massachusetts được Đảng Cộng hòa đề cử cho chức tổng thống và Dân biểu Paul Ryan được đề cử cho chức phó tổng thống.

#### Các ứng cử viên
- Mitt Romney, cựu Thống đốc Massachusetts[11][12]
- Ron Paul, Dân biểu từ Texas (ngưng vận động ngày 14 tháng 5 năm 2012, không ủng hộ đối thủ nào)[13]
- Newt Gingrich, cựu Chủ tịch Hạ viện từ Georgia[14][15] (ngừng vận động ngày 2 tháng 5 và ủng hộ Mitt Romney)[16]
- Rick Santorum, cựu Thượng nghị sĩ từ Pennsylvania (rút tên ngày 10 tháng 4, ủng hộ Mitt Romney)[17][18][19]
- Buddy Roemer, cựu Thống đốc Louisiana[20][21] (rút tên ngày 22 tháng 2, vận động cho Đảng Người Mỹ Bầu và Đảng Cải cách)
- Rick Perry, Thống đốc Texas (rút tên ngày 19 tháng 1, ủng hộ Newt Gingrich rồi Mitt Romney)[22][23][24]
- Jon Huntsman, Jr., cựu Đại sứ Hoa Kỳ tại Trung Quốc và cự Thống đốc Utah (rút tên ngày 16 tháng 1, ủng hộ Mitt Romney)[25][26]
- Michele Bachmann, Dân biểu từ Minnesota (rút tên ngày 4 tháng 1, ủng hộ Mitt Romney)[27][28][29]
- Gary Johnson, cựu Thống đốc New Mexico (rút tên ngày 28 tháng 12 năm 2011 để ứng cử cho Đảng Tự do)[30][31]
- Herman Cain, thương gia từ Georgia (rút tên ngày 3 tháng 12, ủng hộ Newt Gingrich rồi Mitt Romney)[32][33]
- Thaddeus McCotter, Dân biểu từ from Michigan (rút tên ngày 22 tháng 9 năm 2011, ủng hộ Mitt Romney)[34][35]
- Tim Pawlenty, cựu Thống đốc Minnesota (rút tên ngày 14 tháng 8 năm 2011, ủng hộ Mitt Romney)[36][37]

### Các đảng khác
Các đảng thứ ba sau đây có tên trên đủ lá phiếu để có thể thắng cử trên lý thuyết (tối thiểu là 270 phiếu đại cử tri).
- Đảng Tự do: đề cử Gary Johnson, cựu Thống đốc New Mexico làm tổng thống;[5] Jim Gray, thẩm phán về hưu từ California làm phó tổng thống[38]
- Đảng Xanh: đề cử Jill Stein, bác sĩ từ Massachusetts làm tổng thống;[39] Cheri Honkala, nhà tổ chức xã hội từ Pennsylvania làm phó tổng thống.[40]
- Đảng Lập hiến: Virgil Goode, cựu Dân biểu từ Virginia cho tổng thống;[41] Jim Clymer từ Pennsylvania cho phó tổng thống[42]
- Đảng Công lý: Rocky Anderson, cựu Thị trưởng Thành phố Salt Lake và thành viên sáng lập Đảng Công lý, từ Utah cho tổng thống, Luis J. Rodriguez từ California cho phó tổng thống.[43][44]

### Các đại hội đảng
- 18–21 tháng 4 năm 2012: Đại hội Đảng Lập hiến được tổ chức tại Nashville, Tennessee;[45] Đại hội đã đề cử Virgil Goode.
- 3–6 tháng 5 năm 2012: Đại hội Đảng Tự do được tổ chức tại Las Vegas, Nevada;[46] Đại hội đã đề cử Gary Johnson.[47]
- 13–15 tháng 7 năm 2012: Đại hội Đảng Xanh được tổ chức tại Baltimore, Maryland;[48] Jill Stein được đề cử.[6]
- 27–30 tháng 8 năm 2012: Đại hội Đảng Cộng hòa được tổ chức tại Tampa, Florida;[49] Mitt Romney được đề cử.
- 3–6 tháng 9 năm 2012: Đại hội Đảng Dân chủ được tổ chức tại Charlotte, North Carolina;[50] Barack Obama được đề cử.

## Diễn biến

### Các cuộc tranh luận
Hội đồng ủy ban về Tranh luận Tổng thống (Commission on Presidential Debates) đã công bố bốn cuộc tranh luận. Các ứng cử viên phải có tên trong đủ lá phiếu để có cơ hội thắng cử và có trên 15% ủng hộ trong các cuộc thăm dò ý kiến trong ngày lựa chọn.
- Thứ 4 ngày 3 tháng 10: Cuộc tranh luận tổng thống đầu tiên diễn ra tại Đại học Denver ở Denver, Colorado,[53] với Jim Lehrer làm người dẫn chương trình[54]
- Thứ 5 ngày 11 tháng 10: Cuộc tranh luận phó tổng thống diễn ra tại Đại học Centre ở Danville, Kentucky,[53] do Martha Raddatz làm người dẫn chương trình[54]
- Thứ 3 ngày 16 tháng 10: Cuộc tranh luận tổng thống thứ nhì diễn ra tại Đại học Hofstra ở Hempstead, New York,[53] do Candy Crowley làm người dẫn chương trình.[54] Cuộc tranh luận này có định dạng như một cuộc họp thành phố.[55]
- Thứ 2 ngày 22 tháng 10: Cuộc tranh luận tổng thống thứ ba diễn ra tại Đại học Lynn ở Boca Raton, Florida,[53] do Bob Schieffer làm người dẫn chương trình[54]

Một cuộc tranh luận độc lập khác giữa các ứng cử viên đảng nhỏ diễn ra vào Thứ 3 ngày 23 tháng 10 tại University Club of Chicago ở Chicago, Illinois, do Larry King làm người dẫn chương trình. Cuộc tranh luận này do Quỷ Bầu cử Tự do và Bình đẳng (Free and Equal Elections Foundation) tổ chức. Các ứng cử viên phải có đủ phiếu để thắng cử trên lý thuyết. Gary Johnson (Tự do), Jill Stein (Xanh), Virgil Goode (Lập hiến) và Rocky Anderson (Công lý) tham gia cuộc tranh luận này.

### Bầu cử
Trình tự cuộc bầu cử diễn ra như sau:
- 6 tháng 11 năm 2012 – Ngày Bầu cử
- 17 tháng 12 năm 2012 – Đại cử tri đoàn sẽ chính thức bầu chọn một Tổng thống và Phó Tổng thống.
- 3 tháng 1 năm 2013 – Quốc hội Hoa Kỳ khóa 113 được tuyên thệ.
- 6 tháng 1 năm 2013 – Các phiếu đại cử tri được chính thức đếm trước một cuộc họp của cả hai viện Quốc hội.
- 20 tháng 1 năm 2013 – Tổng thống được tuyên thệ, nhiệm kỳ bắt đầu.
- 21 tháng 1 năm 2013 – Ngày nhậm chức (đáng lẽ là ngày 20 theo truyền thống, nhưng hôm đó nhầm vào ngày là Chủ nhật)[57]

## Kết quả

Bản đồ kết quả bầu cử chưa chính thức.Xanh chỉ các tiểu bang/khu vực Obama thắng, và Đỏ chỉ các tiểu bang/khu vực Romney thắng. (Màu xám có nghĩa là chưa có kết quả). Các con số chỉ số phiếu đại cử tri cho mỗi tiểu bang.

| Ứng cử viên tổng thống | Đảng phái    | Tiểu bang quê hương | Phiếu phổ thông | Phiếu phổ thông | Phiếu đại cử tri | Ứng cử viên liên danh | Tiểu bang quê hương của ứng cử viên liên danh | Số phiếu đại cử tri của ứng cử viên liên danh |
| Ứng cử viên tổng thống | Đảng phái    | Tiểu bang quê hương | Số phiếu        | %               | Phiếu đại cử tri | Ứng cử viên liên danh | Tiểu bang quê hương của ứng cử viên liên danh | Số phiếu đại cử tri của ứng cử viên liên danh |
| ---------------------- | ------------ | ------------------- | --------------- | --------------- | ---------------- | --------------------- | --------------------------------------------- | --------------------------------------------- |
| Barack Obama           | Dân chủ      | Illinois            | 62.088.847      | 50,55%          | 332              | Joe Biden             | Delaware                                      | 332                                           |
| Mitt Romney            | Cộng hòa     | Michigan            | 58.783.137      | 47,86%          | 206              | Paul Ryan             | Wisconsin                                     | 206                                           |
| Gary Johnson           | Tự do        | New Mexico          | 1.198.942       | 0,98%           | 0                | Jim Gray              | California                                    | 0                                             |
| Jill Stein             | Xanh         | Massachusetts       | 424.676         | 0,345           | 0                | Cheri Honkala         | Pennsylvania                                  | 0                                             |
| Virgil Goode           | Lập hiến     | Virginia            | 117.877         | 0,10%           | 0                | Jim Clymer            | Pennsylvania                                  | 0                                             |
| Khác                   | Khác         | Khác                | 198.841         | 0,16%           | –                | Khác                  | Khác                                          | –                                             |
| Tổng số                | Tổng số      | Tổng số             | 122.146.119     | 100%            | 538              |                       |                                               | 538                                           |
| Cần để thắng           | Cần để thắng | Cần để thắng        | Cần để thắng    | Cần để thắng    | 270              |                       |                                               | 270                                           |